# László Kalmár
László Kalmár (27 de março de 1905 — 2 de agosto de 1976) foi um matemático húngaro.
Foi professor da Universidade de Szeged. É considerado o fundador da lógica matemática e ciência da computação teórica na Hungria.